# French Open 1970
Die 69. French Open 1970 waren ein Tennis-Sandplatzturnier der Klasse Grand Slam, das von der ILTF veranstaltet wurde. Es fand vom 25. Mai bis 7. Juni 1970 in Roland Garros, Paris, Frankreich statt.
Titelverteidiger im Einzel waren Rod Laver bei den Herren sowie Margaret Court bei den Damen. Im Herrendoppel waren John Newcombe und Tony Roche, im Damendoppel Françoise Dürr und Ann Jones und im Mixed Margaret Court und Marty Riessen die Titelverteidiger.

## Herreneinzel
Setzliste
| Nr. | Spieler           | Erreichte Runde |
| --- | ----------------- | --------------- |
| 01. | Ilie Năstase      | Viertelfinale   |
| 02. | Stan Smith        | 1. Runde        |
| 03. | Manuel Santana    | Achtelfinale    |
| 04. | Arthur Ashe       | Viertelfinale   |
| 05. | Željko Franulović | Finale          |
| 06. | Bob Hewitt        | 2. Runde        |
| 07. | Jan Kodeš         | Sieg            |
| 08. | Cliff Richey      | Halbfinale      |

| Nr. | Spieler             | Erreichte Runde |
| --- | ------------------- | --------------- |
| 09. | Alexander Metreweli | Achtelfinale    |
| 10. | Ion Țiriac          | Achtelfinale    |
| 11. | François Jauffret   | Viertelfinale   |
| 12. | Lew Hoad            | Achtelfinale    |
| 13. | Manuel Orantes      | Achtelfinale    |
| 14. | Georges Goven       | Halbfinale      |
| 15. | Ray Ruffels         | 3. Runde        |
| 16. | Dick Crealy         | Achtelfinale    |

## Dameneinzel
Setzliste
| Nr. | Spielerin        | Erreichte Runde |
| --- | ---------------- | --------------- |
| 01. | Margaret Court   | Sieg            |
| 02. | Billie Jean King | Viertelfinale   |
| 03. | Virginia Wade    | Viertelfinale   |
| 04. | Julie Heldman    | Halbfinale      |

| Nr. | Spielerin      | Erreichte Runde |
| --- | -------------- | --------------- |
| 05. | Kerry Melville | 1. Runde        |
| 06. | Françoise Dürr | Achtelfinale    |
| 07. | Helga Niessen  | Finale          |
| 08. | Rosie Casals   | Viertelfinale   |

## Herrendoppel
Setzliste
| Nr. | Paarung                      | Erreichte Runde |
| --- | ---------------------------- | --------------- |
| 01. | Ilie Năstase Ion Țiriac      | Sieg            |
| 02. | Arthur Ashe Charlie Pasarell | Finale          |
| 03. | Jan Kodeš Jan Kukal          | 3. Runde        |
| 04. | Jim McManus Jim Osborne      | Achtelfinale    |

| Nr. | Paarung                            | Erreichte Runde |
| --- | ---------------------------------- | --------------- |
| 05. | Dick Crealy Allan Stone            | Halbfinale      |
| 06. | S. Lichatschow Alexander Metreweli | Achtelfinale    |
| 07. | Bob Hewitt Bob Howe                | 3. Runde        |
| 08. | John Alexander Phil Dent           | 3. Runde        |

## Damendoppel
Setzliste
| Nr. | Paarung                       | Erreichte Runde |
| --- | ----------------------------- | --------------- |
| 01. | Rosie Casals Billie Jean King | Finale          |
| 02. | Margaret Court Judy Dalton    | Halbfinale      |
| 03. | Gail Chanfreau Françoise Dürr | Sieg            |
| 04. | Julie Heldman Virginia Wade   | Viertelfinale   |

## Mixed
Setzliste
| Nr. | Paarung                            | Erreichte Runde |
| --- | ---------------------------------- | --------------- |
| 01. | Bob Hewitt Billie Jean King        | Sieg            |
| 02. | Jean-Claude Barclay Françoise Dürr | Finale          |
| 03. | Ilie Năstase Rosie Casals          | Halbfinale      |
| 04. | Željko Franulović Margaret Court   | Halbfinale      |

| Nr. | Paarung                           | Erreichte Runde |
| --- | --------------------------------- | --------------- |
| 05. | Alexander Metreweli Olga Morosowa | Viertelfinale   |
| 06. | Ion Țiriac Virginia Wade          | Viertelfinale   |
| 07. | Ray Ruffels Karen Krantzcke       | Achtelfinale    |
| 08. | Jim McManus Judy Dalton           | Viertelfinale   |